# Lluís Eixarc i Bertran
Lluís Eixarc i Bertran (Barcelona, 1597 - Omura, Japó, 29 de juliol de 1627), va ser un frare dominic, missioner al Japó, on va morir màrtir. Va ser beatificat pel papa Pius IX en 1867. Era nebot del dominic valencià Lluís Bertran.

## Biografia
Lluís Eixarc va néixer a Barcelona en 1597; era nebot del missioner dominic valencià Sant Lluís Bertran. Fou batejat a Santa Maria del Mar. El 16 de febrer de 1611 va rebre l'hàbit dominicà i entrà al Convent de Santa Caterina de Barcelona. Tot i la seva salut feble, se li va acceptar la petició de marxar a Orient com a missioner, arribant a Manila en 1618.

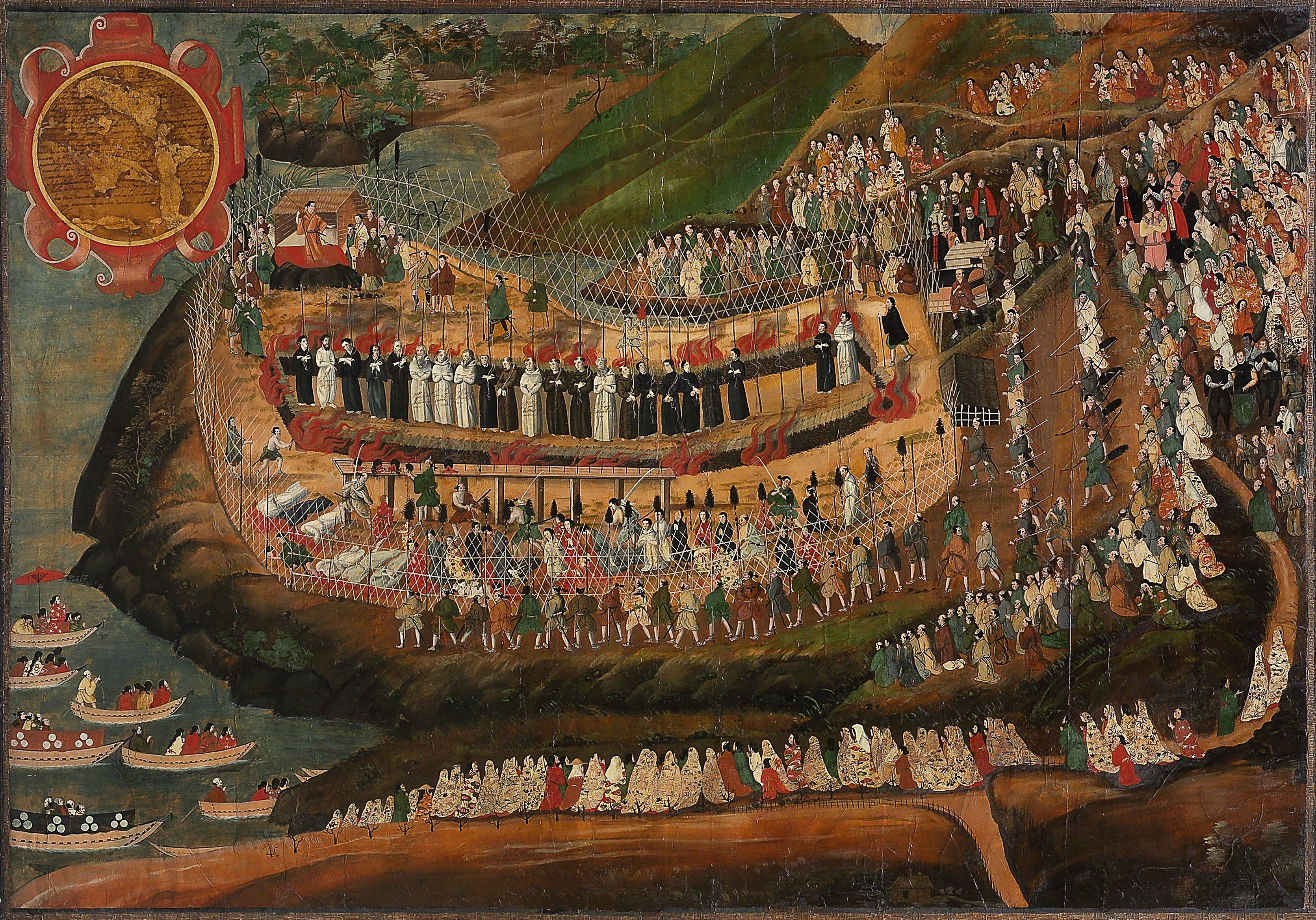
Pintura japonesa anònima, del s. XVII, que mostra l'execució de predicadors cristians

Als dos anys, va ser ordenat sacerdot. Mentrestant, havia après el xinès i el tagalog. Arran del martiri d'alguns dominics al Japó, i per tal de substituir-los, va anar-hi; hi desembarcà el 16 d'abril de 1623 i va ser destinat a la ciutat d'Omura. La seva predicació va tenir tant èxit, que van començar a perseguir-lo, per la qual cosa s'amagà durant un temps el 1625. Mig any després, tornà a Omura, on va ser empresonat. De la presó estant, escrigué una carta de comiat al bisbe de Macau. Després d'un any de presó, va ser executat, cremat de viu en viu i a foc lent, al mig de la plaça d'Omura, el dia 29 de juliol de 1627.
El 7 d'agost de 1867 va ser beatificat, juntament amb altres 214 màrtirs cristians del Japó. La seva festa litúrgica és el 29 de juliol.